# Tréfilage

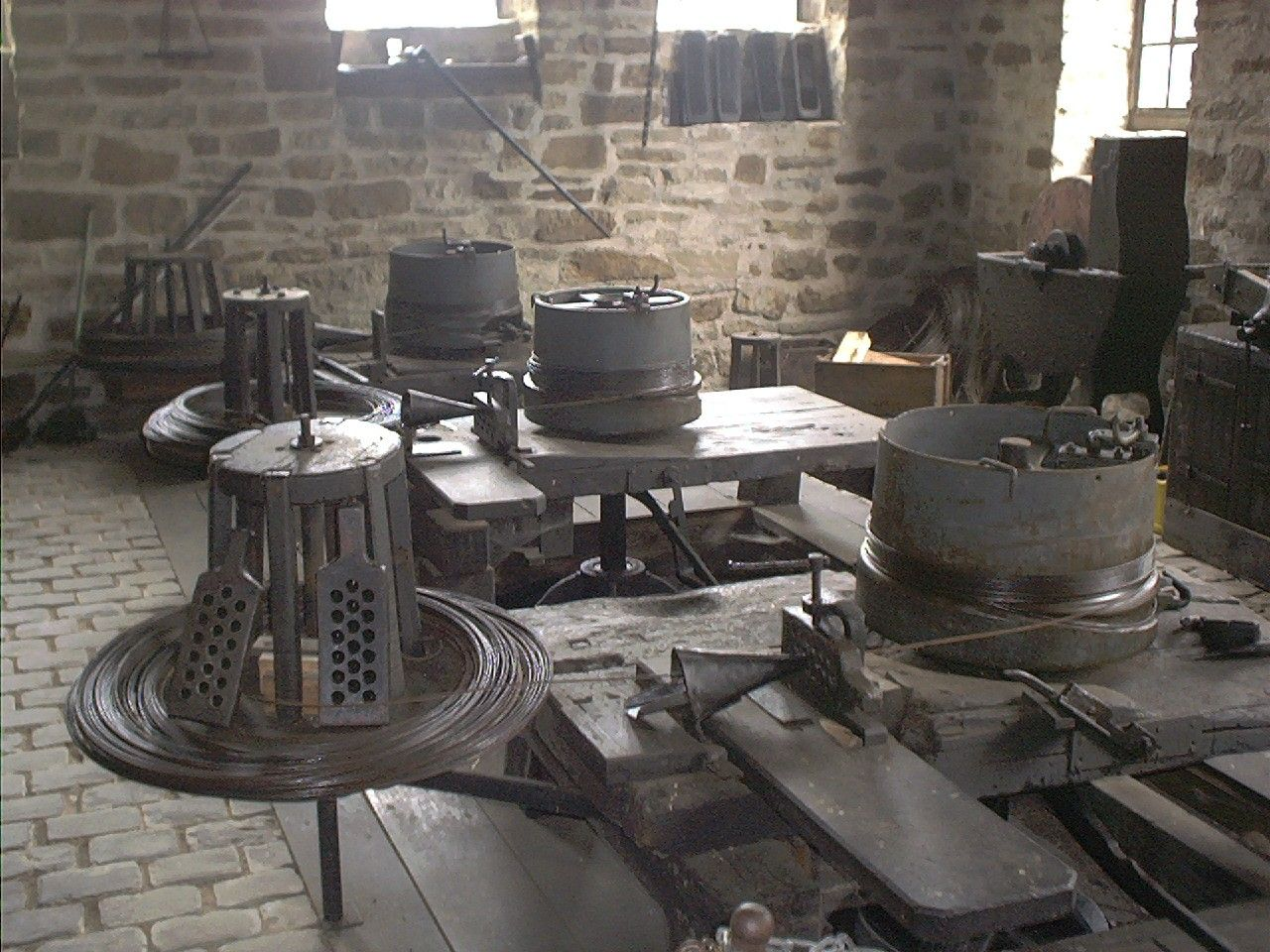
Atelier rudimentaire de tréfilage.

Le tréfilage est la réduction de la section d'un fil en métal par traction mécanique sur une machine à tréfiler.
Les usines spécialisées dans le tréfilage sont appelées des tréfileries.
L'écrouissage y est important et nécessite un traitement thermique appelé patentage (type de recuit pour les faibles sections) évitant au fil d'être trop cassant et améliorant sa plasticité.
Le fil machine, sous forme de bobine, est posé sur un dévidoir. Il est enroulé sur un ou des cabestans, qui, par frottement, exercent une traction sur le fil. Le fil passe dans une filière, en amont du cabestan, qui impose au fil une déformation par réduction de section. La filière est abondamment lubrifiée, pour assurer le maintien d'un bon état de surface du fil métallique et pour assurer le refroidissement et contrer l'échauffement provoqué par l'écrouissage du métal. 
Le tréfilage est également utilisé dans la  fabrication des pâtes alimentaires industrielles.